# Pierre Attaingnant
Pierre Attaingnant (hoặc Attaignant) (c. 1494 - cuối năm 1551 hoặc 1552) là một nhạc sĩ, thợ in nhạc người Pháp, hoạt động ở Paris.

## Cuộc đời
Attaingnant được xem là nhà xuất bản đầu tiên quy mô lớn duy nhất trong nghề in nhạc. Đóng góp lớn nhất của ông trong sự nghiệp in ấn là phổ biến các phương pháp in nhạc, các phương pháp in đã trở nên phổ biến trên khắp châu Âu vào các thế kỷ 16 và 17.

## Sự nghiệp
Ông đã xuất bản hơn 1500 bản nhạc của nhiều nhà soạn nhạc khác nhau, 36 bộ sưu tập chanson.